# Faluche (pain)
Pour les articles homonymes, voir Faluche.
La faluche, également appelée « pain du Nord », est un type de pain typique de la région Nord-Pas-de-Calais en France et de la région de Tournai en Belgique.

## Présentation
La faluche est un pain blanc, moelleux et dense. Elle n'est ni vraiment ronde, ni vraiment plate, un peu comme un ballon de football écrasé,.
Elle est généralement mangée chaude au petit déjeuner ou au goûter, coupée en deux avec du beurre et de la vergeoise (sucre recuit de betterave), dont la région est grosse productrice et qui y est appelée cassonade.
Elle se mange aussi salée avec de la viande à kebab, salade, tomate, etc.. 

## Ingrédients
Elle est fabriquée avec de la farine, de la levure de boulanger, de l'eau, un peu de sel et du beurre.